# Gårdsvampmal
Gårdsvampmal (Nemapogon variatellus) är en fjärilsart som först beskrevs av James Brackenridge Clemens 1859.  Gårdsvampmal ingår i släktet Nemapogon, och familjen äkta malar. Arten är reproducerande i Sverige.